# Костешть (Васлуй)
Костешть, Костешті (рум. Costești) — село у повіті Васлуй в Румунії. Адміністративний центр комуни Костешть.
Село розташоване на відстані 263 км на північний схід від Бухареста, 15 км на південь від Васлуя, 74 км на південь від Ясс, 120 км на північ від Галаца.

## Населення
За даними перепису населення 2002 року у селі проживала 1961 особа, з них 1958 осіб (99,8%) румунів. Рідною мовою 1958 осіб (99,8%) назвали румунську.